# 新しい保守党
新しい保守党（あたらしいほしゅとう、朝鮮語: 새로운보수당、セロウンボスダン）は、韓国の保守政党。2019年に離党した正しい未来党の非主流派議員を中心として2020年1月に結成されたが、同年2月に新党の未来統合党（9月に国民の力に改名）へ合流して消滅した。

## 概要
2019年までに正しい未来党内で派閥対立が激化すると、正しい政党出身の保守的性向を持つ劉承旼派国会議員15人が離党し、同年9月30日に政治団体「変化と革新の緊急行動」（朝鮮語: 변화와 혁신의 비상행동）を結成、12月4日に団体名を「変化と革新」に改称した。その後、正しい未来党から更に8人が合流する見通しとなった為、同年12月8日に創党準備委員会を発足し、12月12日に「新しい保守党」を公式な党名に指定した。
2020年1月5日に正式な政党となったが、第21代総選挙で与党の共に民主党に対抗する為、2020年2月17日に同じ右派性向を有する自由韓国党及び未来に向けた前進4.0と合同して未来統合党（現・国民の力）となり、発足から短期間で消滅した。